# Sant Pere de la Seu Real de Bailo
L'Església de Sant Pere de la Seu Real de Bailo, actualment anomenada de Sant Fructuoso, és un temple catòlic que es troba del Parc Cultural de Sant Joan de la Penya. La torre campanar de l'església, ha estat recollida en l'Inventari de Fortificacions Aragoneses de l'Associació per a la Recuperació dels Castells d'Aragó (ARCA), amb la identificació J.24.
El temple es localitza el carrer de l'Església, al centre de la localitat, a la qual s'accedeix per la carretera A-132, que es pren en Puente la Reina de Jaca, una mica abans de creuar el pont, des de la carretera N-240 que ve de Jaca.

## Història
Bailo té una història íntimament lligada als orígens del Regne i del Comtat d'Aragó, mentre Bailo va ser una de les tres seus itinerants que tenia la cort aragonesa, la qual no tenia seu fixa, fins que Jaca va ser triada per Ramiro I d'Aragó com a capital i residència del rei, a principis del segle xi
Existeix documentació al voltant de Bailo des del segle x, on apareix com Bagilo l'any 948. La vila era part del dot de la reina Felicia de Roucy, esposa de Sancho Ramírez, i en 1134 va ser donada per Ramiro II juntament amb totes les seves pertinences al monestir de Sant Joan de la Penya, quedant vinculada d'ara endavant a aquest senyoriu.
L'església parroquial es va construir durant el segle xv i segle xvi seguint les pautes d'un estil gòtic tardà, en el qual es barregen elements característics del renaixement.
Les obres van continuar a l'interior al llarg dels segles XVII i xviii, durant els quals el temple es va enriquir amb una sèrie de retaules, que van donar lloc a una important col·lecció des del punt de vista artístic.
Durant el segle xix al mateix temps que es restaura part dels retaules, s'aprofita per realitzar una ampliació de l'atri, per realitzar un nou retaule, el de Sant Blai per blanquejar l'església. Des de llavors fins al segle xxi no s'havia realitzat millora alguna a l'edifici, la qual cosa va suposar en part la deterioració del mateix a conseqüència de l'efecte de la humitat, deguda a les goteres existents i al mateix pas del temps. És per això que al març de l'any 2011 es va concloure un procés de restauració total de l'edifici dut a terme per part del Govern d'Aragó, en el qual entre altres coses es va procedir al canvi de totes les teulades i es va tornar a esquerdejar i repintar el temple amb imitació d'especejament de carreus, la qual cosa era típic dels temples renaixentistes aragonesos. Això permet que l'edifici estigui actualment en bon estat de conservació, malgrat que alguns dels retaules requereixen restauració i neteja.

## Descripció
L'Església se situa, des del segle xvi, en el mateix lloc on antany es trobava la residència i castell dels reis d'Aragó.
El temple es mostra com un edifici massís, de fàbrica de carreu, presentant uns volums que fan pensar en un temple interior totalment diferent del que ens trobem, caracteritzat pel seu diafanidad, lluminositat i amplitud interior (llarg de 27,30 metres i un màxim de 14,70 metres d'amplària interior). La porta d'entrada al temple se situa en el mur dels peus, i per accedir al mateix cal travessar un ampli pòrtic que protegeix la portada, la qual es presenta com, típicament gòtica, i està formada per una sèrie d'arquivoltes apuntades que descansen sobre fines columnes decorades en la seva part superior amb petits capitells. A més la porta és de llinda, la qual cosa dona lloc a la formació d'un timpà decorat amb motius vegetals.
Es tracta d'un temple de planta de creu llatina, d'una sola nau longitudinal, llarga i ampla, que a més compta amb un ampli creuer, i que es perllonga cap a la capçalera donant lloc a un ampli presbiteri que està rematat en testera recta i amb l'orientació canònica adequada, decorat amb un retaule major renaixentista dedicat a Sant Fructuós. La nau presenta un annex en el costat de l'Evangeli, un cos rectangular que podria considerar-se com una segona nau, però de menor altura que la central.
En el costat de l'Epístola del presbiteri es troba la sagristia l'accés de la qual es fa a través d'una senzilla porta de fusta que presenta llinda. També té el temple cor alt, situat als peus del temple, just damunt de la porta d'entrada i sustentat sobre arcs rebaixats.
En el punt de trobada entre la nau, el presbiteri i els braços del creuer s'utilitzen com cobertes voltes de creueria amb complicats dissenys en estel. Per la seva banda la nau secundària es cobreix amb Volta d'aresta.
El problema de la il·luminació interior es resol mitjançant unes finestres que s'obren en els braços del creuer i una altra que se situa sobre el cor alt.
Els murs interiors estan arrebossats en color blau i els draps de les voltes estan pintats en blanc, decorant-se els nervis de les voltes també en color blau. Quan l'any 2011 es va procedir a realitzar la restauració de l'edifici, es va resoldre arrebossar els murs amb un especejament d'imitació de carreus, la qual cosa és típic de les esglésies renaixentistes aragoneses.
En el seu interior destaca l'el capitell “exempt” que és utilitzat com a pila per a l'aigua beneïda. aquest capitell va haver de pertànyer a l'antiga església romànica de Sant Pere que se situava en aquest mateix lloc abans de la construcció de la de Sant Fructuoso.

### La torre campanar
L'església presenta una torre campanar, que se situa als peus del mur sud. Autors la consideren com l'únic vestigi de l'antic castell que servia de residència real a la cort itinerant aragonesa. La torre va ser ampliada al segle xix, afegint-li més altura a la torre romànica originària. Per les seves escasses dimensions no pot considerar-se com la torre principal del recinte fortificat, ni part de la muralla, ja que se situa al centre de les edificacions, però va haver de tenir alguna funcionalitat de defensa, ja que es poden observar espitlleres en part dels seus murs, i la seva fàbrica és de carreu ben aparellat a l'exterior.
És una torre de planta quadrada molt sòbria, sense decoració exterior perceptible, ni distinció externa de cossos, salvo en arribar a la rematada superior en el qual es pot trobar un rellotge. En el qual seria el cos anterior al rellotge, se situen les campanes, que se situen en cadascun dels costats de la torre, dins d'unes obertures en forma d'arc de mig punt, oberts per a aquest fi.
Aquesta torre campanar ha estat inclosa en l'Inventari de Fortificacions Aragoneses de l'Associació per a la Recuperació dels Castells d'Aragó (ARCA), amb la identificació J.24.